# Menelau (cràter)

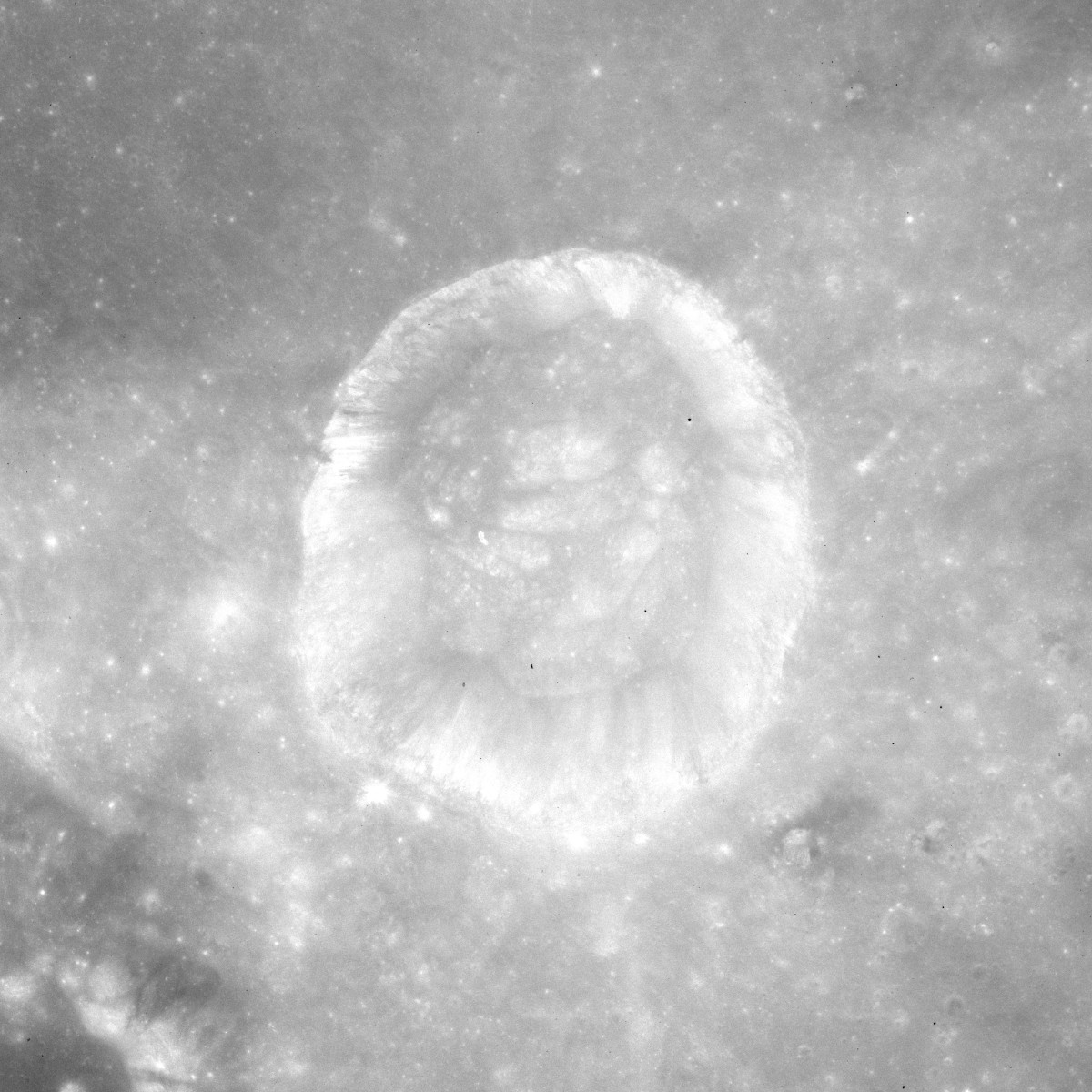
Fotografia de la missió Apol·lo 15

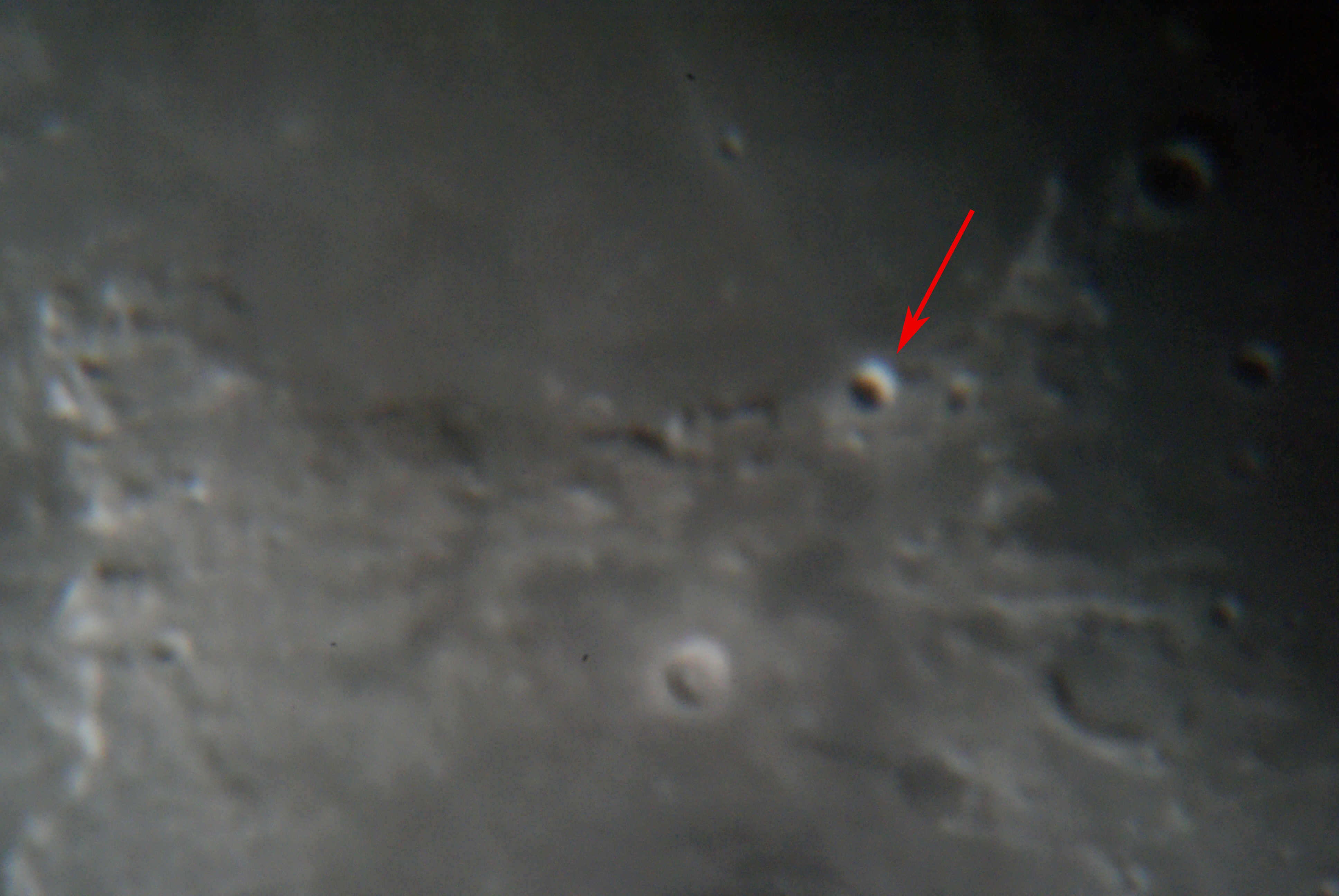
Part sud de la Mare Serenitatis i el cràter Menelau

Menelau és un cràter d'impacte lunar relativament recent, situat en la costa sud de la Mare Serenitatis, prop de l'extrem oriental de la serralada Montes Haemus. Al sud-oest es troba el petit cràter Auwers, i al sud-oest apareix Daubrée, encara més petit. Al nord-est es localitza un feble sistema d'esquerdes, denominat Rimae Menelaus.

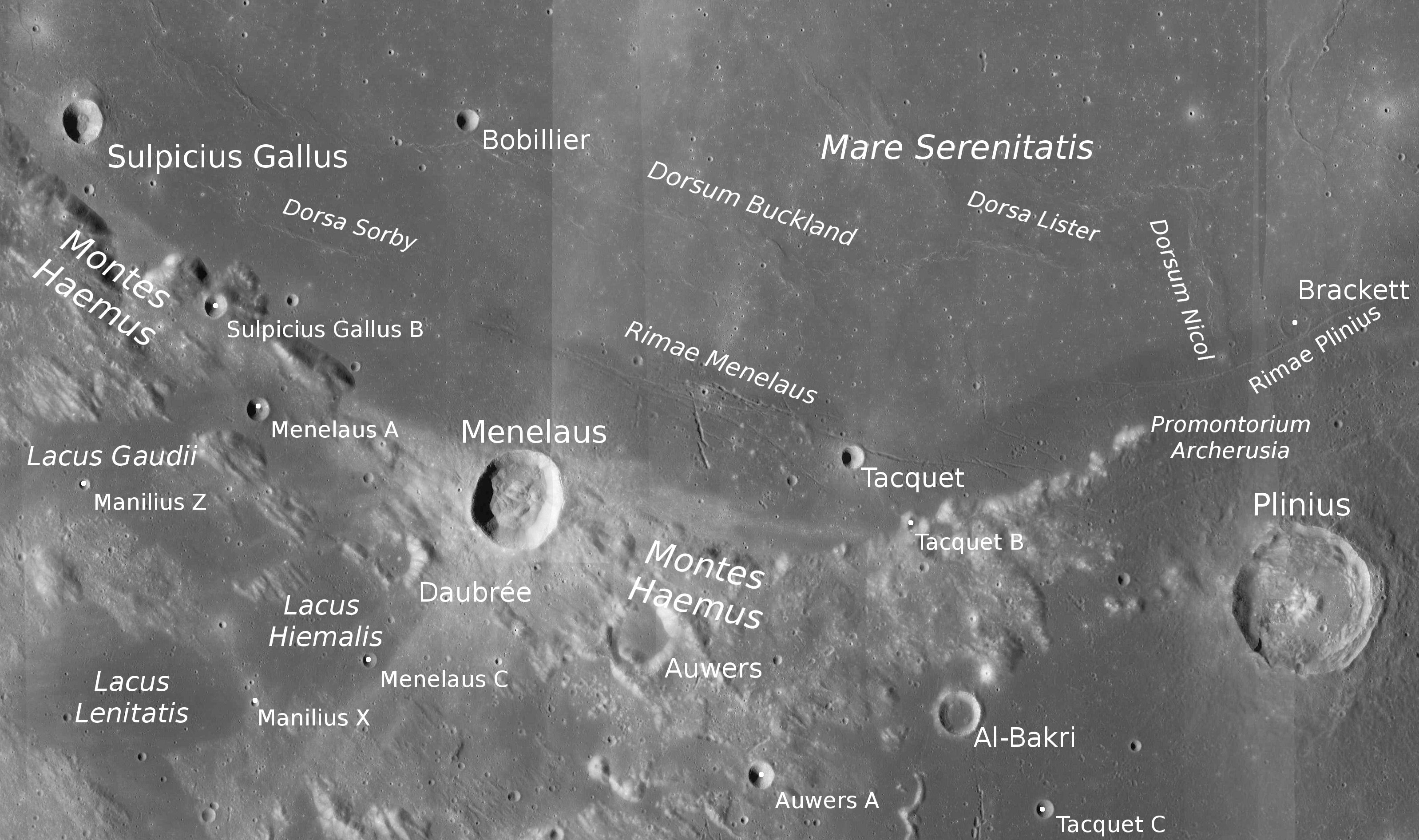
Localització de Menelau. Fotografia de la missió LRO

La paret de Menelau és de contorn lleugerament irregular, amb una vora alta, afilada i parets interiors terraplenades. L'interior té un alta albedo que fa destacar al cràter amb el Sol alt. Presenta diverses crestes en el sòl. També té un sistema de marques radials moderat, amb el raig més prominent alineat al nord-nord-est a través de la Mare Serenitatis. La ubicació d'aquest raig i el pic central lleugerament descentrat suggereixen un impacte en un angle relativament baix.
Menelau porta el nom de l'astrònom grec Menelau d'Alexandria. Com a molts dels cràters de la cara visible de la Lluna, va ser nomenat per Giovanni Battista Riccioli, el sistema de la qual de la nomenclatura de 1651 s'ha estandarditzat. Els cartògrafs lunars anteriors havien donat al cràter diversos noms. En el mapa de 1645 de Michael van Langren es deia "Mariae Imp. Rom." en honor de Maria d'Àustria i Portugal, emperadriu del Sacre Imperi Romanogermànic. i Johannes Hevelius el va anomenar "Byzantium (urbs)" en referència a la ciutat de Bizanci.

## Cràters satèl·lit
Per convenció aquests elements són identificats en els mapes lunars posant la lletra en el costat del punt central del cràter que està més proper a Menelau.
|         | \| Menelau \| Coordenades \| Diàmetre \| \| ------- \| ------------------------------------ \| -------- \| \| A \| 17° 06′ N, 13° 24′ E / 17.1°N,13.4°E \| 7 km \| \| C \| 14° 48′ N, 14° 30′ E / 14.8°N,14.5°E \| 4 km \| \| D \| 13° 12′ N, 16° 18′ E / 13.2°N,16.3°E \| 4 km \| \| E \| 13° 36′ N, 15° 54′ E / 13.6°N,15.9°E \| 3 km \| |          |
| Menelau | Coordenades | Diàmetre |
| A       | 17° 06′ N, 13° 24′ E / 17.1°N,13.4°E | 7 km     |
| C       | 14° 48′ N, 14° 30′ E / 14.8°N,14.5°E | 4 km     |
| D       | 13° 12′ N, 16° 18′ E / 13.2°N,16.3°E | 4 km     |
| E       | 13° 36′ N, 15° 54′ E / 13.6°N,15.9°E | 3 km     |

Els següents cràters han estat canviats el nom per la UAI:
- Menelau S - Vegeu Daubrée.

### Altres referències
- (WGPSN), IAU Working Group for Planetary System Nomenclature. «Gazetteer of Planetary Nomenclature. 1:1 Million-Scale Maps of the Moon» (en anglès).  UAI / USGS, 13-02-2013. [Consulta: 6 abril 2016].
- Andersson, L. E.; Whitaker, E. A.,. NASA Catalogue of Lunar Nomenclature (en anglès).  NASA RP-1097, 1982.
- Blue, Jennifer. «Gazetteer of Planetary Nomenclature» (en anglès).  USGS, 25-07-2007. [Consulta: 2 gener 2012].
- Bussey, B.; Spudis, P.. The Clementine Atlas of the Moon (en anglès).  Nueva York: Cambridge University Press, 2004. ISBN 0-521-81528-2.
- Cocks, Elijah E.; Cocks, Josiah C.. Who's Who on the Moon: A Biographical Dictionary of Lunar Nomenclature (en anglès).  Tudor Publishers, 1995. ISBN 0-936389-27-3.
- McDowell, Jonathan. «Lunar Nomenclature» (en anglès).   Jonathan's Space Report, 15-07-2007. [Consulta: 2 gener 2012].
- Menzel, D. H.; Minnaert, M.; Levin, B.; Dollfus, A.; Bell, B. «Report on Lunar Nomenclature by The Working Group of Commission 17 of the IAU» (en anglès). Space Science Reviews, 12, 1971, pàg. 136.
- Moore, Patrick. On the Moon (en anglès).  Sterling Publishing Co, 2001. ISBN 0-304-35469-4.
- Price, Fred W. The Moon Observer's Handbook (en anglès).  Cambridge University Press, 1988. ISBN 0521335000.
- Rükl, Antonín. Atlas of the Moon (en anglès).  Kalmbach Books, 1990. ISBN 0-913135-17-8.
- Webb, Rev. T. W.. Celestial Objects for Common Telescopes, 6ª edición revisada (en anglès).  Dover, 1962. ISBN 0-486-20917-2.
- Whitaker, Ewen A. Mapping and Naming the Moon (en anglès).  Cambridge University Press, 2003. 978-0-521-54414-6.
- Wlasuk, Peter T. Observing the Moon (en anglès).  Springer, 2000. ISBN 1-85233-193-3.